# Bundesliga de 2021–22
A Bundesliga de 2021–22 foi a 59ª edição da primeira divisão do futebol alemão. O campeonato iniciou em 13 de agosto de 2021 e terminou em 14 de maio de 2022. O Bayern de Munique foi o campeão, vencendo a competição pela décima vez consecutiva.

## Regulamento
Os 18 clubes se enfrentam em jogos de ida e volta no sistema de pontos corridos. O clube que somar o maior número de pontos será declarado campeão. Além do campeão, o 2º, 3º e 4º colocados garantem vagas na Liga dos Campeões da UEFA. O 5º colocado ganha vaga na Liga Europa da UEFA, enquanto o 6º colocado garante vaga na fase preliminar da Liga Conferência Europa da UEFA.
Por outro lado, os últimos dois colocados são rebaixados à 2. Bundesliga. O 16º colocado, por sua vez, disputa um play-off contra o 3º colocado da 2. Bundesliga para saber quem jogará a elite na temporada seguinte.

### Critérios de desempate
- Maior saldo de gols;
- Maior número de gols pró;
- Confronto direto.[4]

## Participantes

### Promovidos e rebaixados
| Pos. | Rebaixados da Bundesliga |
| ---- | ------------------------ |
| 17º  | Werder Bremen            |
| 18º  | Schalke 04               |

| Pos. | Promovidos da 2. Bundesliga |
| ---- | --------------------------- |
| 1º   | Bochum                      |
| 2º   | Greuther Fürth              |

### Equipes por estado
| Estado                     | N.º | Equipes                                                                                         |
| -------------------------- | --- | ----------------------------------------------------------------------------------------------- |
| Renânia do Norte-Vestfália | 6   | Arminia Bielefeld, Bayer Leverkusen, Bochum, Borussia Dortmund, Borussia Mönchengladbach e Köln |
| Baden-Württemberg          | 3   | Freiburg, Hoffenheim e Stuttgart                                                                |
| Baviera                    | 3   | Augsburg, Bayern de Munique e Greuther Fürth                                                    |
| Berlim                     | 2   | Hertha Berlim e Union Berlin                                                                    |
| Baixa Saxônia              | 1   | Wolfsburg                                                                                       |
| Hesse                      | 1   | Eintracht Frankfurt                                                                             |
| Renânia-Palatinado         | 1   | Mainz 05                                                                                        |
| Saxônia                    | 1   | RB Leipzig                                                                                      |

### Informações das equipes
| Equipe                   | Cidade                | Treinador            | Capitão                   | Estádio (mando)                | Capacidade | Material Esportivo |
| ------------------------ | --------------------- | -------------------- | ------------------------- | ------------------------------ | ---------- | ------------------ |
| Arminia Bielefeld        | Bielefeld             | Marco Kostmann       | Fabian Klos Manuel Prietl | Schüco-Arena                   | 27.300     | Macron             |
| Augsburg                 | Augsburgo             | Markus Weinzierl     | Jeffrey Gouweleeuw        | WWK Arena                      | 30.660     | Nike               |
| Bayer Leverkusen         | Leverkusen            | Gerardo Seoane       | Lukáš Hrádecký            | BayArena                       | 30.210     | Jako               |
| Bayern de Munique        | Munique               | Julian Nagelsmann    | Manuel Neuer              | Allianz Arena                  | 75.000     | Adidas             |
| Bochum                   | Bochum                | Thomas Reis          | Anthony Losilla           | Vonovia Ruhrstadion            | 27.599     | Nike               |
| Borussia Dortmund        | Dortmund              | Marco Rose           | Marco Reus                | Signal Iduna Park              | 81.365     | Puma               |
| Borussia Mönchengladbach | Mönchengladbach       | Adi Hütter           | Lars Stindl               | Borussia-Park                  | 54.057     | Puma               |
| Eintracht Frankfurt      | Frankfurt am Main     | Oliver Glasner       | Sebastian Rode            | Deutsche Bank Park             | 51.500     | Nike               |
| Freiburg                 | Friburgo em Brisgóvia | Christian Streich    | Christian Günter          | Europa-Park Stadion            | 34.700     | Hummel             |
| Greuther Fürth           | Fürth                 | Stefan Leitl         | Branimir Hrgota           | Sportpark Ronhof Thomas Sommer | 16.626     | Puma               |
| Hertha Berlim            | Berlim                | Felix Magath         | Dedryck Boyata            | Olympiastadion                 | 74.649     | Nike               |
| Hoffenheim               | Sinsheim              | Sebastian Hoeneß     | Benjamin Hübner           | PreZero Arena                  | 30.150     | Joma               |
| Köln                     | Colônia               | Steffen Baumgart     | Jonas Hector              | RheinEnergieStadion            | 49.698     | Uhlsport           |
| Mainz 05                 | Mainz                 | Bo Svensson          | Moussa Niakhaté           | MEWA Arena                     | 34.000     | Kappa              |
| RB Leipzig               | Leipzig               | Domenico Tedesco     | Marcel Sabitzer           | Red Bull Arena                 | 42.558     | Nike               |
| Stuttgart                | Estugarda             | Pellegrino Matarazzo | Wataru Endo               | Mercedes-Benz Arena            | 60.449     | Jako               |
| Union Berlin             | Berlim                | Urs Fischer          | Christopher Trimmel       | An der Alten Försterei         | 22.012     | Adidas             |
| Wolfsburg                | Wolfsburg             | Florian Kohfeldt     | Koen Casteels             | Volkswagen Arena               | 30.000     | Nike               |

### Mudanças de treinadores
| Clube                    | Antecessor             | Motivo                                   | Data da vaga            | Pos           | Sucessor          | Data da nomeação        | Ref.          |
| ------------------------ | ---------------------- | ---------------------------------------- | ----------------------- | ------------- | ----------------- | ----------------------- | ------------- |
| Borussia Dortmund        | Edin Terzić (interino) | Fim do período como interino             | 13 de dezembro de 2020  | Pré-temporada | Marco Rose        | 15 de fevereiro de 2021 | [ 26 ] [ 27 ] |
| Borussia Mönchengladbach | Marco Rose             | Contratado pelo Borussia Dortmund        | 15 de fevereiro de 2021 | Pré-temporada | Adi Hütter        | 13 de abril de 2021     | [ 27 ] [ 28 ] |
| Bayer Leverkusen         | Hannes Wolf            | Fim do período como interino             | 23 de março de 2021     | Pré-temporada | Gerardo Seoane    | 19 de maio de 2021      | [ 29 ] [ 30 ] |
| Köln                     | Friedhelm Funkel       | Fim do período como interino             | 8 de abril de 2021      | Pré-temporada | Steffen Baumgart  | 11 de maio de 2021      | [ 31 ]        |
| Eintracht Frankfurt      | Adi Hütter             | Contratado pelo Borussia Mönchengladbach | 13 de abril de 2021     | Pré-temporada | Oliver Glasner    | 26 de maio de 2021      | [ 32 ] [ 33 ] |
| Bayern de Munique        | Hans-Dieter Flick      | Resignado                                | 27 de abril de 2021     | Pré-temporada | Julian Nagelsmann | 27 de abril de 2021     | [ 34 ]        |
| RB Leipzig               | Julian Nagelsmann      | Contratado pelo Bayern de Munique        | 27 de abril de 2021     | Pré-temporada | Jesse Marsch      | 29 de abril de 2021     | [ 34 ] [ 35 ] |
| Wolfsburg                | Oliver Glasner         | Contratado pelo Eintracht Frankfurt      | 26 de maio de 2021      | Pré-temporada | Mark van Bommel   | 2 de junho de 2021      | [ 33 ] [ 36 ] |
| Wolfsburg                | Mark van Bommel        | Demitido                                 | 24 de outubro de 2021   | 8º            | Florian Kohfeldt  | 26 de outubro de 2021   | [ 37 ] [ 38 ] |
| Hertha Berlim            | Pál Dárdai             | Demitido                                 | 29 de novembro de 2021  | 14º           | Tayfun Korkut     | 29 de novembro de 2021  | [ 39 ]        |
| RB Leipzig               | Jesse Marsch           | Consenso mútuo                           | 5 de dezembro de 2021   | 11º           | Domenico Tedesco  | 9 de dezembro de 2021   | [ 40 ] [ 41 ] |
| Hertha Berlim            | Tayfun Korkut          | Demitido                                 | 13 de março de 2022     | 17º           | Felix Magath      | 13 de março de 2022     | [ 42 ] [ 43 ] |
| Arminia Bielefeld        | Frank Kramer           | Demitido                                 | 20 de abril de 2022     | 17º           | Marco Kostmann    | 20 de abril de 2022     | [ 44 ]        |

## Classificação
Atualizado em 14 de maio de 2022.
| Pos | Equipe                   | Pts | J  | V  | E  | D  | GP | GC | SG  | Classificação ou descenso                               |
| --- | ------------------------ | --- | -- | -- | -- | -- | -- | -- | --- | ------------------------------------------------------- |
| 1   | Bayern de Munique (C)    | 77  | 34 | 24 | 5  | 5  | 97 | 37 | +60 | Fase de Grupos da Liga dos Campeões da UEFA de 2022–23  |
| 2   | Borussia Dortmund        | 69  | 34 | 22 | 3  | 9  | 85 | 52 | +33 | Fase de Grupos da Liga dos Campeões da UEFA de 2022–23  |
| 3   | Bayer Leverkusen         | 64  | 34 | 19 | 7  | 8  | 80 | 47 | +33 | Fase de Grupos da Liga dos Campeões da UEFA de 2022–23  |
| 4   | RB Leipzig               | 58  | 34 | 17 | 7  | 10 | 72 | 37 | +35 | Fase de Grupos da Liga dos Campeões da UEFA de 2022–23  |
| 5   | Union Berlin             | 57  | 34 | 16 | 9  | 9  | 50 | 44 | +6  | Fase de Grupos da Liga Europa da UEFA de 2022–23        |
| 6   | Freiburg                 | 55  | 34 | 15 | 10 | 9  | 58 | 46 | +12 | Fase de Grupos da Liga Europa da UEFA de 2022–23        |
| 7   | Köln                     | 52  | 34 | 14 | 10 | 10 | 52 | 49 | +3  | Play-offs da Liga Conferência Europa da UEFA de 2022–23 |
| 8   | Mainz 05                 | 46  | 34 | 13 | 7  | 14 | 50 | 45 | +5  |                                                         |
| 9   | Hoffenheim               | 46  | 34 | 13 | 7  | 14 | 58 | 60 | −2  |                                                         |
| 10  | Borussia Mönchengladbach | 45  | 34 | 12 | 9  | 13 | 54 | 61 | −7  |                                                         |
| 11  | Eintracht Frankfurt      | 42  | 34 | 10 | 12 | 12 | 45 | 49 | −4  | Qualificação para Fase de grupos da Liga dos Campeões   |
| 12  | Wolfsburg                | 42  | 34 | 12 | 6  | 16 | 43 | 54 | −11 |                                                         |
| 13  | Bochum                   | 42  | 34 | 12 | 6  | 16 | 38 | 52 | −14 |                                                         |
| 14  | Augsburg                 | 38  | 34 | 10 | 8  | 16 | 39 | 56 | −17 |                                                         |
| 15  | Stuttgart                | 33  | 34 | 7  | 12 | 15 | 41 | 59 | −18 |                                                         |
| 16  | Hertha Berlim (O)        | 33  | 34 | 9  | 6  | 19 | 37 | 71 | −34 | Play-off do Rebaixamento                                |
| 17  | Arminia Bielefeld (R)    | 28  | 34 | 5  | 13 | 16 | 27 | 53 | −26 | Zona de rebaixamento à 2. Bundesliga de 2022–23         |
| 18  | Greuther Fürth (R)       | 18  | 34 | 3  | 9  | 22 | 28 | 82 | −54 | Zona de rebaixamento à 2. Bundesliga de 2022–23         |

1. 1 2  Como o vencedor da 2021–22 DFB-Pokal, RB Leipzig, se classificou para a Liga dos Campeões com base na posição na liga, a vaga na fase de grupos da Liga Europa foi passada para o sexto colocado, e o play-off da Liga Conferência Europa a vaga da rodada foi passada para o time sétimo colocado.
2. ↑  O Eintracht Frankfurt se classificou para a Fase de grupos da Liga dos Campeões ao vencer a UEFA Europa League.

## Confrontos
| Mandante \ Visitante     | AUG | BSC | UNB | BIE | BOC | DOR | FRA | FRE | FÜR | HOF | KÖL | LEI | LEV | MAI | MÖN | MUN | STU | WOL |
| ------------------------ | --- | --- | --- | --- | --- | --- | --- | --- | --- | --- | --- | --- | --- | --- | --- | --- | --- | --- |
| Augsburg                 | —   | 0–1 | 2–0 | 1–1 | 2–3 | 1–1 | 1–1 | 1–2 | 2–1 | 0–4 | 1–4 | 1–1 | 1–4 | 2–1 | 1–0 | 2–1 | 4–1 | 3–0 |
| Hertha Berlim            | 1–1 | —   | 1–4 | 2–0 | 1–1 | 3–2 | 1–4 | 1–2 | 2–1 | 3–0 | 1–3 | 1–6 | 1–1 | 1–2 | 1–0 | 1–4 | 2–0 | 1–2 |
| Union Berlin             | 0–0 | 2–0 | —   | 1–0 | 3–2 | 0–3 | 2–0 | 0–0 | 1–1 | 2–1 | 1–0 | 2–1 | 1–1 | 3–1 | 2–1 | 2–5 | 1–1 | 2–0 |
| Arminia Bielefeld        | 0–1 | 1–1 | 1–0 | —   | 2–0 | 1–3 | 1–1 | 0–0 | 2–2 | 0–0 | 1–1 | 1–1 | 0–4 | 1–2 | 1–1 | 0–3 | 1–1 | 2–2 |
| Bochum                   | 0–2 | 1–3 | 0–1 | 2–1 | —   | 1–1 | 2–0 | 2–1 | 2–1 | 2–0 | 2–2 | 0–1 | 0–0 | 2–0 | 0–2 | 4–2 | 0–0 | 1–0 |
| Borussia Dortmund        | 2–1 | 2–1 | 4–2 | 1–0 | 3–4 | —   | 5–2 | 5–1 | 3–0 | 3–2 | 2–0 | 1–4 | 2–5 | 3–1 | 6–0 | 2–3 | 2–1 | 6–1 |
| Eintracht Frankfurt      | 0–0 | 1–2 | 2–1 | 0–2 | 2–1 | 2–3 | —   | 1–2 | 0–0 | 2–2 | 1–1 | 1–1 | 5–2 | 1–0 | 1–1 | 0–1 | 1–1 | 0–2 |
| Freiburg                 | 3–0 | 3–0 | 1–4 | 2–2 | 3–0 | 2–1 | 0–2 | —   | 3–1 | 1–2 | 1–1 | 1–1 | 2–1 | 1–1 | 3–3 | 1–4 | 2–0 | 3–2 |
| Greuther Fürth           | 0–0 | 2–1 | 1–0 | 1–1 | 0–1 | 1–3 | 1–2 | 0–0 | —   | 3–6 | 1–1 | 1–6 | 1–4 | 2–1 | 0–2 | 1–3 | 0–0 | 0–2 |
| Hoffenheim               | 3–1 | 2–0 | 2–2 | 2–0 | 1–2 | 2–3 | 3–2 | 3–4 | 0–0 | —   | 5–0 | 2–0 | 2–4 | 0–2 | 1–1 | 1–1 | 2–1 | 3–1 |
| Köln                     | 0–2 | 3–1 | 2–2 | 3–1 | 2–1 | 1–1 | 1–0 | 1–0 | 3–1 | 0–1 | —   | 1–1 | 2–2 | 3–2 | 4–1 | 0–4 | 1–0 | 0–1 |
| RB Leipzig               | 4–0 | 6–0 | 1–2 | 0–2 | 3–0 | 2–1 | 0–0 | 1–1 | 4–1 | 3–0 | 3–1 | —   | 1–3 | 4–1 | 4–1 | 1–4 | 4–0 | 2–0 |
| Bayer Leverkusen         | 5–1 | 2–1 | 2–2 | 3–0 | 1–0 | 3–4 | 2–0 | 2–1 | 7–1 | 2–2 | 0–1 | 0–1 | —   | 1–0 | 4–0 | 1–5 | 4–2 | 0–2 |
| Mainz 05                 | 4–1 | 4–0 | 1–2 | 4–0 | 1–0 | 0–1 | 2–2 | 0–0 | 3–0 | 2–0 | 1–1 | 1–0 | 3–2 | —   | 1–1 | 3–1 | 0–0 | 3–0 |
| Borussia Mönchengladbach | 3–2 | 2–0 | 1–2 | 3–1 | 2–1 | 1–0 | 2–3 | 0–6 | 4–0 | 5–1 | 1–3 | 3–1 | 1–2 | 1–1 | —   | 1–1 | 1–1 | 2–2 |
| Bayern de Munique        | 1–0 | 5–0 | 4–0 | 1–0 | 7–0 | 3–1 | 1–2 | 2–1 | 4–1 | 4–0 | 3–2 | 3–2 | 1–1 | 2–1 | 1–2 | —   | 2–2 | 4–0 |
| Stuttgart                | 3–2 | 2–2 | 1–1 | 0–1 | 1–1 | 0–2 | 2–3 | 2–3 | 5–1 | 3–1 | 2–1 | 0–2 | 1–3 | 2–1 | 3–2 | 0–5 | —   | 1–1 |
| Wolfsburg                | 1–0 | 0–0 | 1–0 | 4–0 | 1–0 | 1–3 | 1–1 | 0–2 | 4–1 | 1–2 | 2–3 | 1–0 | 0–2 | 5–0 | 1–3 | 2–2 | 0–2 | —   |

## Desempenho por rodada
Clubes que lideraram o campeonato ao final de cada rodada:
| 1   | 2   | 3   | 4   | 5   | 6   | 7   | 8   | 9   | 10  | 11  | 12  | 13  | 14  | 15  | 16  | 17  | 18  | 19  | 20  | 21  | 22  | 23  | 24  | 25  | 26  | 27  | 28  | 29  | 30  | 31  | 32  | 33  | 34  |
| STU | WOL | WOL | WOL | BMU | BMU | BMU | BMU | BMU | BMU | BMU | BMU | BMU | BMU | BMU | BMU | BMU | BMU | BMU | BMU | BMU | BMU | BMU | BMU | BMU | BMU | BMU | BMU | BMU | BMU | BMU | BMU | BMU | BMU |

Clubes que ficaram na última posição do campeonato ao final de cada rodada:
| 1   | 2   | 3   | 4   | 5   | 6   | 7   | 8   | 9   | 10  | 11  | 12  | 13  | 14  | 15  | 16  | 17  | 18  | 19  | 20  | 21  | 22  | 23  | 24  | 25  | 26  | 27  | 28  | 29  | 30  | 31  | 32  | 33  | 34  |
| AUG | HER | HER | GRF | GRF | GRF | GRF | GRF | GRF | GRF | GRF | GRF | GRF | GRF | GRF | GRF | GRF | GRF | GRF | GRF | GRF | GRF | GRF | GRF | GRF | GRF | GRF | GRF | GRF | GRF | GRF | GRF | GRF | GRF |

## Play-off do rebaixamento

### Jogo de ida
| 19 de maio de 2022 | Hertha Berlim | 0 – 1     | Hamburgo | Olímpico de Berlim, Berlim |
| 20:30 (UTC+2)      |               | Relatório | 57' Reis | Árbitro: Harm Osmers       |

### Jogo de volta
| 23 de maio de 2022 | Hamburgo | 0 – 2     | Hertha Berlim                | Volksparkstadion, Hamburgo |
| 20:30 (UTC+2)      |          | Relatório | 4' Boyata · 63' Plattenhardt | Árbitro: Deniz Aytekin     |

Hertha Berlin venceu por 2–1 no agregado. Ambos os times permanecem em suas respectivas ligas.

## Estatísticas
Atualizado em 14 de maio de 2022.
| Pos. | Jogador            | Equipe                   | Gols |
| ---- | ------------------ | ------------------------ | ---- |
| 1    | Robert Lewandowski | Bayern de Munique        | 35   |
| 2    | Patrik Schick      | Bayer Leverkusen         | 24   |
| 3    | Erling Haaland     | Borussia Dortmund        | 22   |
| 4    | Anthony Modeste    | Köln                     | 20   |
| 4    | Christopher Nkunku | RB Leipzig               | 20   |
| 6    | Taiwo Awoniyi      | Union Berlin             | 14   |
| 6    | Serge Gnabry       | Bayern de Munique        | 14   |
| 8    | Moussa Diaby       | Bayer Leverkusen         | 13   |
| 9    | Max Kruse          | Wolfsburg                | 12   |
| 9    | Jonas Hofmann      | Borussia Mönchengladbach | 12   |
| 11   | Jonathan Burkardt  | Mainz 05                 | 11   |
| 11   | André Silva        | RB Leipzig               | 11   |
| 13   | Alassane Pléa      | Borussia Mönchengladbach | 10   |
| 13   | Sebastian Polter   | Bochum                   | 10   |

| Pos. | Jogador            | Equipe              | Assist. |
| ---- | ------------------ | ------------------- | ------- |
| 1    | Thomas Müller      | Bayern de Munique   | 17      |
| 2    | Christopher Nkunku | RB Leipzig          | 13      |
| 3    | Moussa Diaby       | Bayer Leverkusen    | 12      |
| 3    | Marco Reus         | Borussia Dortmund   | 12      |
| 5    | Joshua Kimmich     | Bayern de Munique   | 11      |
| 5    | David Raum         | Hoffenheim          | 11      |
| 7    | Florian Wirtz      | Bayer Leverkusen    | 10      |
| 8    | Christian Günter   | Freiburg            | 9       |
| 8    | Filip Kostić       | Eintracht Frankfurt | 9       |
| 8    | Andrej Kramarić    | Hoffenheim          | 9       |

### Hat-tricks
| Jogador            | Para              | Contra         | Resultado | Data                   | Ref.   |
| ------------------ | ----------------- | -------------- | --------- | ---------------------- | ------ |
| Robert Lewandowski | Bayern de Munique | Hertha Berlim  | 5–0       | 28 de agosto de 2021   | [ 47 ] |
| Ihlas Bebou        | Hoffenheim        | Greuther Fürth | 6–3       | 27 de novembro de 2021 | [ 48 ] |
| Serge Gnabry       | Bayern de Munique | Stuttgart      | 5–0       | 14 de dezembro de 2021 | [ 49 ] |
| Robert Lewandowski | Bayern de Munique | Köln           | 4–0       | 15 de janeiro de 2022  | [ 50 ] |
| Moussa Diaby       | Bayer Leverkusen  | Augsburg       | 5–1       | 22 de janeiro de 2022  | [ 51 ] |
| Max Kruse          | Wolfsburg         | Mainz 05       | 5–0       | 22 de abril de 2022    | [ 52 ] |
| Erling Haaland     | Borussia Dortmund | Bochum         | 3–4       | 30 de abril de 2022    | [ 53 ] |

### Poker-tricks
| Jogador       | Para             | Contra         | Resultado | Data                  | Ref.   |
| ------------- | ---------------- | -------------- | --------- | --------------------- | ------ |
| Patrik Schick | Bayer Leverkusen | Greuther Fürth | 7–1       | 4 de dezembro de 2021 | [ 54 ] |